# 스테파노베리스목

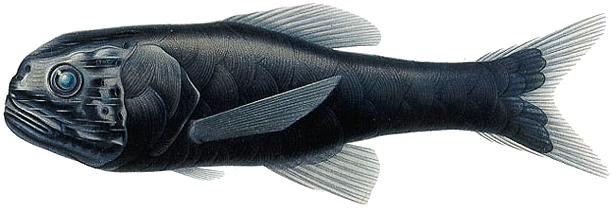
Scopelogadus mizolepis mizolepis

스테파노베리스목(Stephanoberyciformes)은 조기어류 하위 분류군의 하나였다. 4개 과를 포함했으며, 현재는 금눈돔목으로 분류한다. 일부는 바르보우리시아과(Barbourisiidae)와 케토미무스과(Cetomimidae), 론델레티아과를 케토미무스목(Cetomimiformes)으로 분류하고 스테파노베리스목의 일부로 간주하기도 한다.

## 하위 과
하위 과는 다음과 같다.
- 멜람파이스과 (Melamphaidae) - 약 35종
- 기베리크티스과 (Gibberichthyidae) - 2종
- 스테파노베리스과 (Stephanoberycidae) - 4종
- 히스피도베릭스과 (Hispidoberycidae) - 유일종

## 계통 분류
2017년 현재, 금눈돔목의 계통 분류는 다음과 같다.

|  | 멜람파이스과 |
|  |              |
|  | 금눈돔과     |
|  |              |

|  | 론델레티아과                                                          |
|  |                                                                       |
|  | \| \| 바르보우리시아과 \| \| \| \| \| \| 스테파노베리스과 \| \| \| \| |
|  |                                                                       |
|  | 바르보우리시아과                                                      |
|  |                                                                       |
|  | 스테파노베리스과                                                      |
|  |                                                                       |

|  | 바르보우리시아과 |
|  |                  |
|  | 스테파노베리스과 |
|  |                  |

|  | 론델레티아과                                                          |
|  |                                                                       |
|  | \| \| 바르보우리시아과 \| \| \| \| \| \| 스테파노베리스과 \| \| \| \| |
|  |                                                                       |
|  | 바르보우리시아과                                                      |
|  |                                                                       |
|  | 스테파노베리스과                                                      |
|  |                                                                       |

|  | 바르보우리시아과 |
|  |                  |
|  | 스테파노베리스과 |
|  |                  |

|  | 멜람파이스과 |
|  |              |
|  | 금눈돔과     |
|  |              |

|  | 론델레티아과                                                          |
|  |                                                                       |
|  | \| \| 바르보우리시아과 \| \| \| \| \| \| 스테파노베리스과 \| \| \| \| |
|  |                                                                       |
|  | 바르보우리시아과                                                      |
|  |                                                                       |
|  | 스테파노베리스과                                                      |
|  |                                                                       |

|  | 바르보우리시아과 |
|  |                  |
|  | 스테파노베리스과 |
|  |                  |

|  | 론델레티아과                                                          |
|  |                                                                       |
|  | \| \| 바르보우리시아과 \| \| \| \| \| \| 스테파노베리스과 \| \| \| \| |
|  |                                                                       |
|  | 바르보우리시아과                                                      |
|  |                                                                       |
|  | 스테파노베리스과                                                      |
|  |                                                                       |

|  | 바르보우리시아과 |
|  |                  |
|  | 스테파노베리스과 |
|  |                  |